# Neil Simon

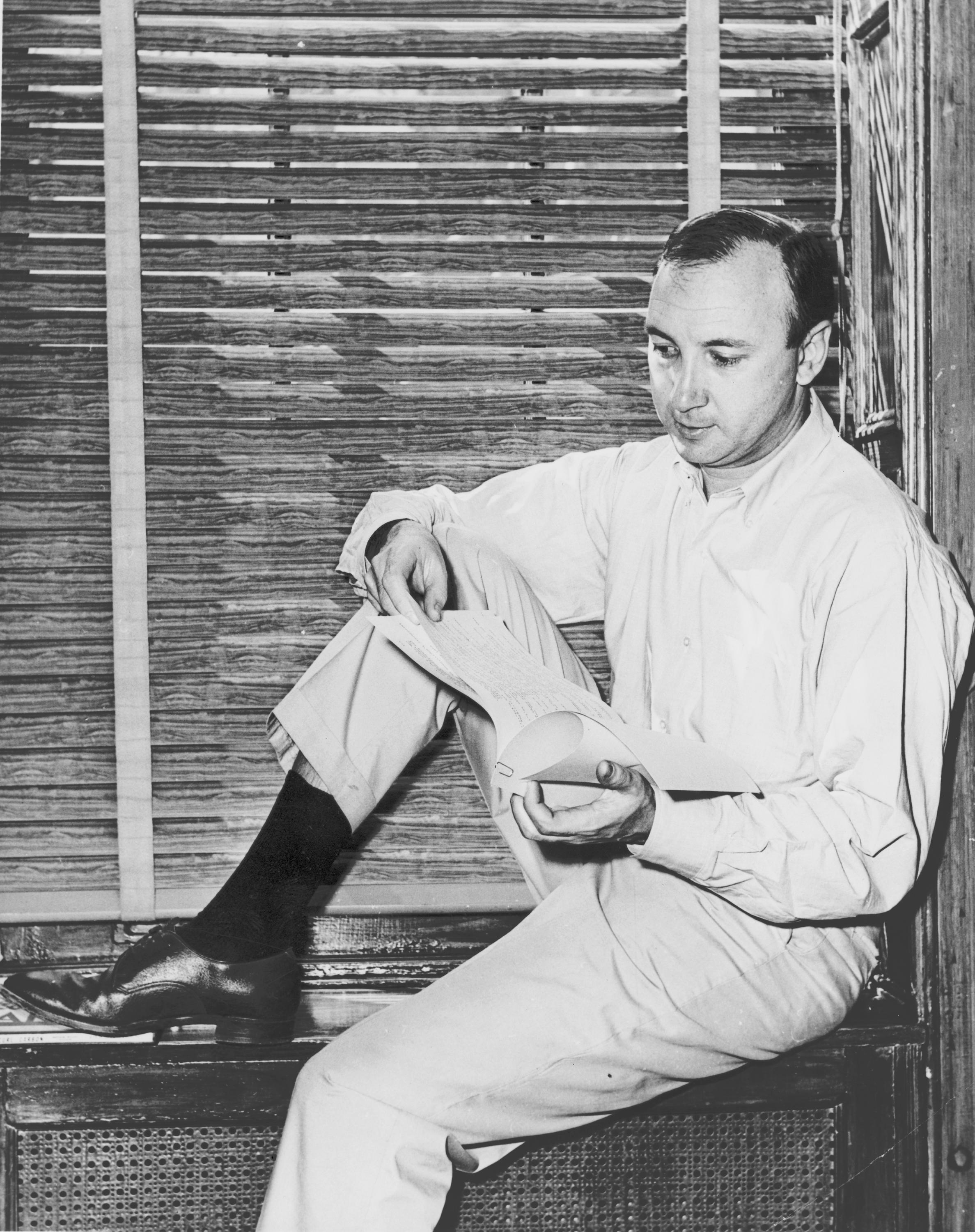
Neil Simon

Marvin Neil Simon (The Bronx, New York, 4 juli 1927 – Manhattan, 26 augustus 2018) was een Amerikaans toneelschrijver van Joodse afkomst.
Hij werd wel ‘The King of Comedy’ genoemd en was volgens statistici de meest gespeelde toneelschrijver na Shakespeare. Zijn stukken zijn regelrechte tophits op Broadway en ver daarbuiten. Het komt niet zo vaak voor dat van een en dezelfde schrijver vier stukken tegelijk op Broadway lopen, maar Neil Simon lukte dat maandenlang. Tweemaal liepen drie van zijn stukken simultaan op Broadway. Geen levende schrijver kan zich erop beroepen dat er een theater naar hem genoemd is. Het geheim van zijn succes was zijn nauwgezette vakmanschap; hij wist precies hoe een komedie geschreven moet worden. Hij schreef ze op maat, zowel voor spelers als publiek. De personages in zijn stukken zijn voor iedereen herkenbaar en de situaties lijken alledaags zonder dat te zijn.

## Werken
- 1961 - Come blow your horn (Kom doe eens wat)
- 1963 - Barefoot in the park (Met blote voeten in het park)
- 1965 - The odd couple ('n Vreemd paar)
- 1966 - The Star-Spangled Girl (Voor God en Vaderland)
- 1968 - Plaza Suite (Plaza Hotel)
- 1969 - The last of the Red Hot Lovers
- 1970 - The Gingerbread Lady (Een doos vol kruimels)
- 1971 - Prisoner of Second Avenue (Lieve god, ze draaien me dol)
- 1972 - The Sunshine Boys (De Sunshine Boys)
- 1974 - God's Favorite (De Uitverkorene)
- 1974 - The trouble with people... and other things
- 1973 - The Good Doctor (De goede dokter)
- 1976 - California Suite (California Suite)
- 1977 - Chapter Two (Hoofdstuk Twee)
- 1979 - Fools (Dwazen)
- 1980 - I ought to be in pictures (Dag pap, ik ben je dochter)
- 1983 - Brighton Beach Memoirs (Memoires van een benjamin)
- 1985 - Biloxi Blues (Benjamin in het leger)
- 1986 - Broadway Bound (Op naar Broadway)
- 1988 - Rumours (Geruchten)
- 1991 - Jake's Women (Gek van vrouwen)
- 1991 - Lost in Yonkers (Verdwaald in New York)
- 1995 - Laughter on the 23rd floor (The Max Prince Show)
- 1996 - London Suite (London Suite)
- 1998 - Proposals (Het Zomerhuis)
- 2000 - The Dinner Party (Het Etentje)

- Bibsys: 90100730
- Biblioteca Nacional de España: XX830605
- Bibliothèque nationale de France: cb120964612 (data)
- CiNii: DA00478491
- Gemeinsame Normdatei: 118797328
- International Standard Name Identifier: 0000 0000 8127 3721
- Library of Congress Control Number: n79065574
- MusicBrainz: 977c8d10-dbd5-4c78-8eba-4f0e887ee363
- Bibliotheek van het Japanse parlement: 00456640
- Nationale Bibliotheek van Tsjechië: xx0023891
- Nationale bibliotheek van Australië: 35500435
- Nationale Bibliotheek van Israël: 987007268205805171
- Nationale Bibliotheek van Polen: a0000001186829
- Nationale en Universitaire bibliotheek Zagreb: 000114821
- Nederlandse Thesaurus van Auteursnamen: 068865538
- Réseau des bibliothèques de Suisse occidentale: 02-A003833245
- Istituto Centrale per il Catalogo Unico: RAVV088596
- SNAC: w66r2m7m
- Système universitaire de documentation: 029311632
- Virtual International Authority File: 49253423
- WorldCat: E39PBJmP4fq4YHrjY9TDHxjHmd